# Búdždúr
Búdždúr (arabsky بوجدور [Búdždúr], španělsky Bojador, francouzsky Boujdour) je město ležící na atlantickém pobřeží Západní Sahary, se zhruba 40 tisíci obyvateli (stav 2004).
Město leží u mysu Búždúr (arabsky رأس بوجادور [Rá's Búdžádúr], španělsky Cabo Bojador, francouzsky Cap Boujdour).

## Dějiny
Město vzniklo z osady u majáku na mysu, který je historicky významný. Pro Evropany byl mys po staletí mezníkem, za který lodi nepluly kvůli nejistému návratu. Prvnímu, komu se podařilo mys obeplout a vrátit se, byl Hanno Mořeplavec, který v 5. století př. n. l. vedl velkou kartaginskou námořní výpravu, jež dorazila pravděpodobně až do Guinejského zálivu. Ovšem další známé obeplutí přišlo až o 18 století později, když portugalský kapitán Gil Eanes roku 1434 na podnět Jindřicha Mořeplavce uskutečnil plavbu k Senegalu. Podle tohoto mysu vytyčovaly pak evropské velmoci hranice:
- v r. 1449 udělil král Jan II. Kastilský v léno území mezi mysy Ghir (u Agadiru) a Búdždúr
- v r. 1456 papež Kalixtus III. určil mys jako hranici rozdělení světa mezi Kastílii (severně) a Portugalsko (jižně)
- v r. 1884 byl mys použit k vymezení španělského záboru na západoafrickém pobřeží

Osada změnila svůj charakter na město poté, co se oblast stala součástí marockého záboru Západní Sahary v r. 1976, a začalo se rozrůstat kolem nově budovaného přístavu. Příliv přistěhovalců z Maroka, který změnil demografii obyvatelstva, je spojen s povýšením města na sídlo provincie.

## Hospodářství
Ve městě je rybářský přístav a odsolovací stanice mořské vody. Městem prochází marocká státní silnice N1.

## Obyvatelstvo
Přehled přírůstku obyvatel v nedávné době dává tabulka níže:
| Rok  | Zdroj   | Počet obyvatel |
| ---- | ------- | -------------- |
| 1994 | sčítání | 15 167         |
| 1999 | odhad   | 25 000         |
| 2004 | sčítání | 36 843         |
| 2006 | odhad   | 41 178         |

## Galerie

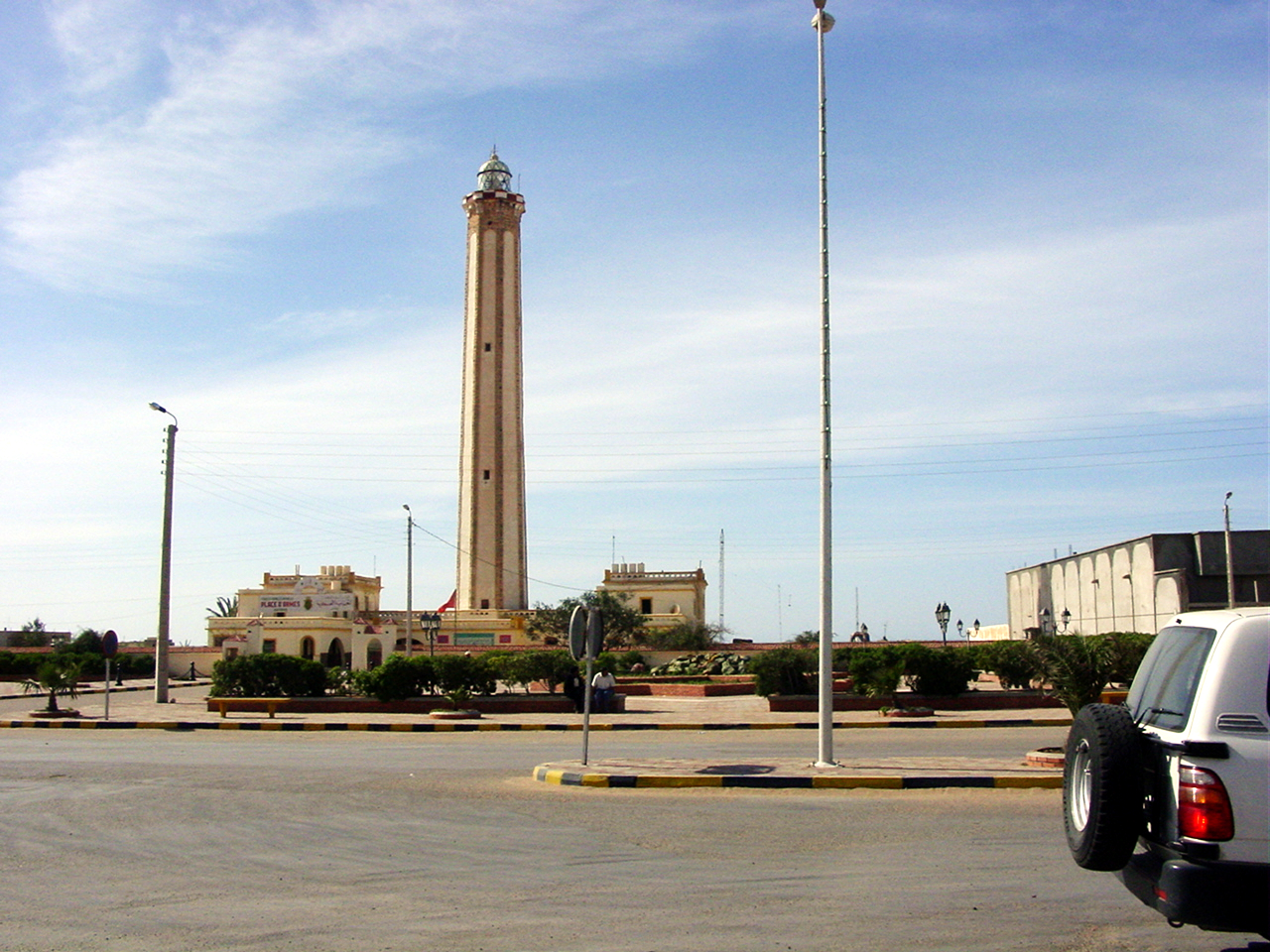
Maják na mysu Búdždúr
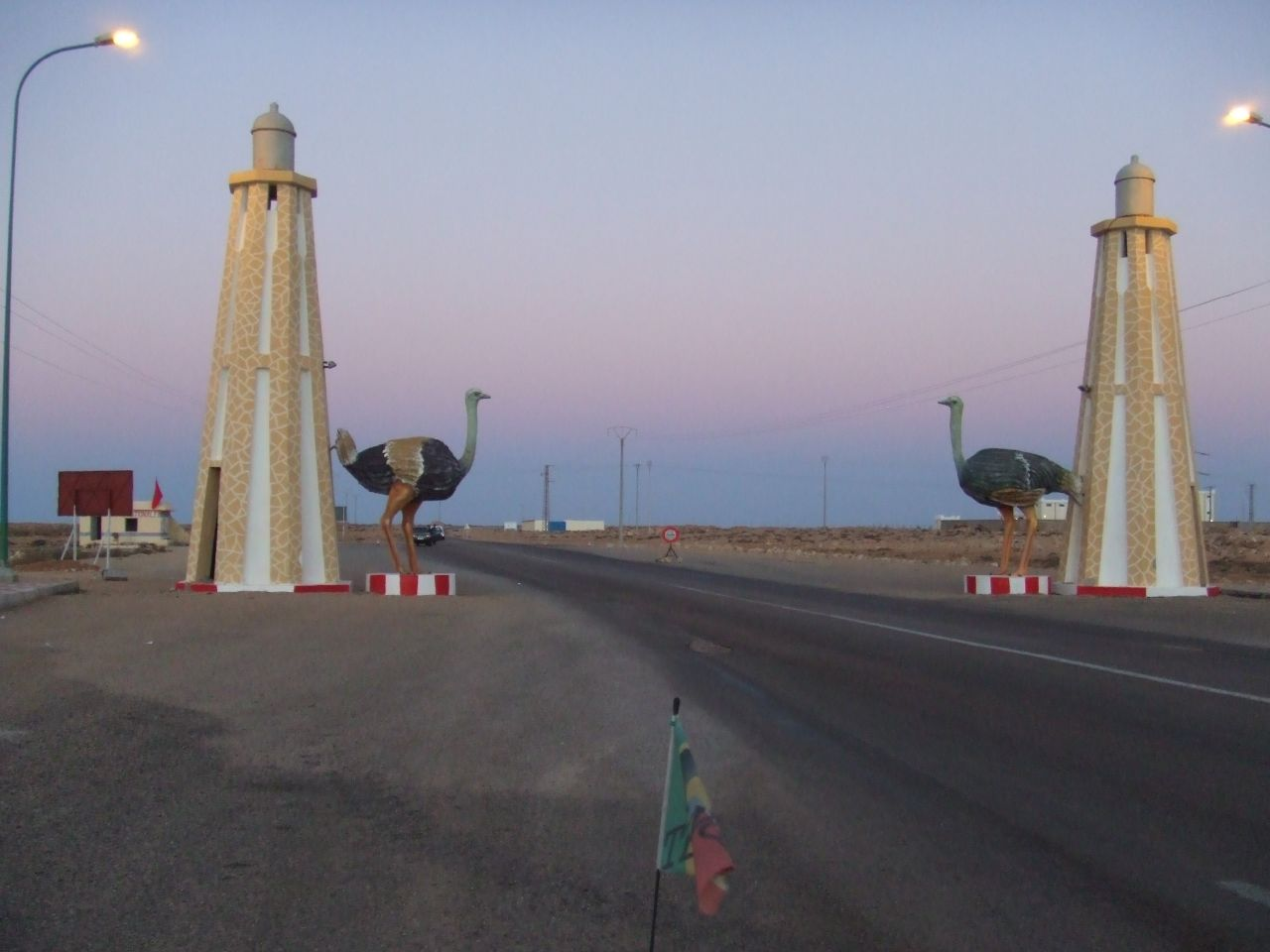
Státní silnice N1 na vjezdu do města

## Partnerská města
- Keta, Ghana